# Capitella aberranta
Capitella aberranta is een borstelworm uit de familie Capitellidae.
De wetenschappelijke naam van de soort werd in 1971 gepubliceerd door Hartman & Fauchald.